# Foucauld de Bonneval
Foucauld de Boneval, mort en 1540, est un évêque français du XVIe siècle. 

## Biographie
Foucauld de Bonneval est le fils d'Antoine de Bonneval et de Marguerite de Foix. Il est chanoine de Narbonne, protonotaire apostolique, aumônier ordinaire du roi, prieur de Leirac. Il est élu évêque de Limoges  par une partie du chapitre et est  évêque de  Soissons (1519-1532), de Bazas (1528-1531) et de Périgueux (1531-1540). Il meurt à Château-l'Évêque en 1540. Il est enterré à la cathédrale Saint-Étienne-de-la-Cité.